# Рута СПВ-15
Рута СПВ-15 — первый микроавтобус, производимый Часовоярским ремонтным заводом с 1995 по 2003 год на шасси ГАЗ-3302.

## Конструкция
Микроавтобус Рута СПВ-15 оснащён 14-местным кузовом, который имеет два больших боковых окна, большое квадратное окно в задней части вместо двери аварийного выхода и входную механическую боковую дверь. Применение каркасного принципа строения кузова позволило сделать его более безопасным и прочным, а также годным к быстрой корректировке конструкции микроавтобуса. Однако показатели прочности кузова оказались недостаточными для встраивания и эксплуатации двойного запасного выхода, из-за чего производители микроавтобуса сначала отказались от него вообще, а затем, уже через несколько лет, адаптировали его под особенности данной модели, вмонтировав вместо двух дверей одну. В 2000—2002 конструкция модели подверглась модернизации.

## Последующие модели
С 2002 года микроавтобус Рута СПВ-15 был модернизирован и получил название Рута СПВ-16, который отличался от предшественника более высоким салоном. Ещё одной особенностью данной модели является наличие указателя маршрута над лобовым стеклом и малых дополнительных окошек над главными боковыми окнами. Позднее модель была вытеснена с конвейера моделью Рута СПВ-17.